# A-Rank Thunder Tanjōhen
A-Rank Thunder Tanjōhen (Aランクサンダー 誕生編) est un jeu vidéo d'aventure sorti en 1993 sur Mega-CD. Le jeu a été développé par Telenet Japan et édité par Riot. L'art de couverture du jeu a été créé par Yasushi Nirasawa, dans sa position en tant que constructeur de modèle pour le magazine Hobby Japan.